# 워치콘
워치콘(영어: Watch Condition, WATCHCON)은 한국과 미국의 연합군이 북한의 군사활동을 추적하는 정보감시태세로 5단계 등급으로 이루어져 있다. 워치콘과 별도로 방어준비태세인 데프콘이 있으며, 둘 사이에는 상관 관계가 있다.

## 단계별
- 5단계 : 일상적인 상황으로 평온한 상태.
- 4단계 : 일상적인 생활을 하고 있으나 잠재적인 위협이 있어 지속적으로 감시가 필요한 상태. 한국전쟁 휴전협정 체결 이후 지속되고 있다.
- 3단계 : 국가안보에 중대한 위협이 초래될 우려가 있는 상황으로 적의 상태를 감시하기 위해 정보요원 근무를 현저히 강화한다. 
정보요원(국가정보원, 국군기무사령부)들은 외출과 휴가가 금지되고 비상근무체제로 전환된다.
- 2단계 : 현저한 위험이 일어날 징후가 보일 때로 정보 전력과 요원이 증강된다.
- 1단계 : 적의 도발이 명백할 때. (한반도에서는 아직 발령된 적이 없다.)

## 역사

### 대한민국
한반도에서 워치콘은 81년부터 운용되었다.

#### 2단계
- 1982년 2월 북한군이 IL-28 폭격기를 전진 배치하고 1개월간 북한 전역에서 공군 훈련을 펼쳤을 때
- 1996년 4월 5일 판문점에 무장병력을 투입하는 등 정전협정 체제 무력화를 기도했을 때
- 1999년 6월 서해교전
- 2006년 10월 북한의 1차 핵실험
- 2009년 5월 북한의 2차 핵실험 강행과 미사일 발사
- 2010년 3월 26일 천안함 침몰사건
- 2010년 11월 연평도 포격사건
- 2012년 4월 13일 북한의 광명성 3호 발사 준비에 따라 대비로 발령되었다.
- 2013년 2월 12일 북한의 제3차 핵실험[1]
- 2013년 4월 10일 북한의 미사일 발사 준비에 따라 발령.[2]
- 2015년 8월 22일 북한의 연천군 포격사건에 대한 고위층 접촉에 따라 발령.

## 데프콘과 관계
워치콘 2단계와 데프콘 3단계의 상태에는 미국은 한반도에 증원군이 파병되고, 대한민국 국군의 전시작전권을 한미연합사령부에서 행사하게 된다.

## 같이 보기
- 전투준비태세(DEFCON)
- 인포콘(INFOCON)
- 진돗개 경보
- 충무 경보
- 포스 프로텍션 컨디션(en:Force Protection Condition, FPCON)
- 러트콘(Alert Condition, en:LERTCON)